# Mănăstirea Barbu
Mănăstirea Barbu este o mănăstire ortodoxă din România situată în comuna Tisău, județul Buzău.